# Błonie (gmina w województwie łódzkim)
Błonie (od 1953 Ostrowy) – dawna gmina wiejska istniejąca do 1953 roku w woj. warszawskim, a następnie w woj. łódzkim. Nazwa gminy pochodzi od wsi Błonie, lecz siedzibą władz gminy były Ostrowy.
Za Królestwa Polskiego gmina Błonie należała do powiatu kutnowskiego  w guberni warszawskiej. 28 sierpnia 1870 z gminy Błonie wyłączono wsie Morawce, Krzewie i Wysoka Wielka, włączając je do gminy Krośniewice (w celu jej zaokrąglenia, po włączeniu do niej pozbawionych praw miejskich Krośniewic).
W okresie międzywojennym gmina Błonie należała do powiatu kutnowskiego w woj. warszawskim. 1 lipca 1924 roku do gminy Błonie przyłączono część obszaru gminy Lubień (majątek Kołomyja). 27 marca 1939 roku część obszaru gminy Błonie (Krośniewice-Kolonię) włączono do Krośniewic. 1 kwietnia 1939 roku gminę wraz z całym powiatem kutnowskim przeniesiono do woj. łódzkiego.
Po wojnie gmina zachowała przynależność administracyjną. Według stanu z 1 lipca 1952 roku gmina Błonie składała się z 28 gromad. 21 września 1953 roku jednostka o nazwie gmina Błonie została zniesiona przez przemianowanie na gminę Ostrowy.